# Metronome (tijdschrift)
Metronome was een Amerikaans jazztijdschrift, dat vanaf januari 1885 verscheen in New York.

## Geschiedenis
Het werd opgericht als algemeen muziektijdschrift en werd vanaf 1935 onder George T. Simon veranderd in een toonaangevend swing- en jazztijdschrift. In het bigband-tijdperk werkten onder andere Leonard Feather, Amy Lee, Barbara Hodgkins, Peter Dean, Bob Bach, Inez Cavanaugh, Timme Rosenkrantz en Doron K. Antrim, die in 1935 uitgever was toen Simon toetrad. Simon was dan van 1939 tot 1955 de uitgever en berichtte regelmatig over de actuele bigbands. Hij gebruikte daarvoor een waarderingssysteem, dat zich uitstrekte van A tot D, inclusief plus en minus. Belangrijk was ook de promotie van de bop-beweging in het tijdschrift door Barry Ulanov. Eind jaren 1950 begon de achteruitgang en in 1961 werd het tijdschrift stopgelegd.
Van 1939 tot 1961 organiseerde Metronome jaarlijks 'Reader Polls' en nam de winnaars regelmatig (1939 tot 1942, 1945 tot 1950, 1953, 1956) als The Metronome All-Stars op op platen, waaronder met Charlie Parker en Dizzy Gillespie in 1949.

## Metronome Reader Polls
Aanduiding van de pollwinnaars volgens Roger Kinkle van 1939 tot 1955 in de categorieën piano, gitaar, basgitaar, drums, zanger, zangeres, trompet, trombone, diverse instrumenten, klarinet, alt/tenor/baritonsaxofoon. Kinkle vermeldt winnaars pas vanaf 1939. Anders volgens Feather, Gitler biografische Encyclopedia of Jazz, Oxford University Press 1990 en Feather's nieuwe editie van de Encyclopedia of Jazz, Horizon Press, na 1960. Daar zijn notities in de afzonderlijke muzikantenbiografieën.

### 1939
- Altsaxofoon: Jimmy Dorsey
- Tenorsaxofoon: Eddie Miller
- Klarinet: niet uitgegeven
- Baritonsaxofoon: niet uitgegeven
- Trompet: Harry James
- Trombone: Tommy Dorsey
- Diverse instrumenten: niet uitgegeven
- Drums: Gene Krupa
- Bas: Bob Haggart
- Piano: Teddy Wilson
- Gitaar: Carmen Mastren
- Zanger: Jack Leonard
- Zangeres: Ella Fitzgerald

### 1940
- Altsaxofoon: Toots Mondello
- Tenorsaxofoon: Eddie Miller
- Baritonsaxofoon: niet uitgegeven
- Trombone: Tommy Dorsey
- Trompet: Charlie Spivak
- Klarinet: nicht vergeben
- Diverse instrumenten: niet uitgegeven
- Piano: Jess Stacy
- Gitaar: Carmen Mastren
- Drums: Gene Krupa
- Bas: Bob Haggart
- Zanger: Bing Crosby
- Zangeres: Ella Fitzgerald

### 1941
- Altsaxofoon: Toots Mondello
- Tenorsaxofoon: Tex Beneke
- Baritonsaxofoon: niet uitgegeven
- Klarinet: Benny Goodman
- Trompet: Ziggy Elman
- Trombone: Tommy Dorsey
- Gitaar: Charlie Christian
- Drums: Gene Krupa
- Piano: Jess Stacy
- diverse instrumenten: niet uitgegeven
- Bas: Bob Haggart
- Zangeres: Helen Forrest
- Zanger: Bing Crosby

### 1942
- Altsaxofoon: Toots Mondello
- Tenorsaxofoon: Tex Beneke
- Baritonsaxofoon: niet uitgegeven
- Trompet: Ziggy Elman
- Trombone: Tommy Dorsey
- Klarinet: Benny Goodman
- Gitaar: Charlie Christian
- Drums: Gene Krupa
- Bas: Bob Haggart
- Piano: Count Basie
- Diverse instrumenten: niet uitgegeven
- Zangeres: Helen Forrest
- Zanger: Frank Sinatra

### 1943
- Altsaxofoon: Toots Mondello
- Tenorsaxofoon: Charlie Barnet
- Baritonsaxofoon: niet uitgegeven
- Klarinet: Benny Goodman
- Trombone: J.C. Higginbotham
- Trompet: Harry James
- Drums: Gene Krupa
- Bas: Bob Haggart
- Piano: Count Basie
- Gitaar: Alvino Rey
- Diverse instrumenten: niet uitgegeven
- Zangeres: Helen Forrest
- Zanger: Frank Sinatra

### 1944
- Altsaxofoon: Toots Mondello
- Tenorsaxofoon: Charlie Barnet
- Baritonsaxofoon: Harry Carney
- Klarinet: Benny Goodman
- Trompet: Harry James
- Trombone: Tommy Dorsey
- Drums: Gene Krupa
- Bas: Bob Haggart
- Gitaar: Allan Reuss
- Piano: Jess Stacy
- Diverse instrumenten: Lionel Hampton, vibrafoon
- Zanger: geen uitslag
- Zangeres: niet uitgegeven

### 1945
Volgens Kinkle geen poll

### 1946
- Combo: Nat King Cole Trio
- Altsaxofoon: Johnny Hodges
- Tenorsaxofoon: Coleman Hawkins
- Baritonsaxofoon: Harry Carney
- Klarinet: Benny Goodman
- Trompet: Harry James
- Trombone: Tommy Dorsey
- Piano: Teddy Wilson
- Gitaar: Oscar Moore
- Diverse instrumenten: Lionel Hampton
- Drums: Dave Tough
- Bas: Slam Stewart
- Zanger: Frank Sinatra
- Zangeres: Billie Holiday

### 1947
- Combo: Nat King Cole Trio
- Altsaxofoon: Johnny Hodges
- Tenorsaxofoon: Coleman Hawkins
- Baritonsaxofoon: Harry Carney
- Klarinet: Benny Goodman
- Trompet: Dizzy Gillespie
- Trombone: Bill Harris
- Piano: Nat King Cole
- Drums: Dave Tough
- Gitaar: Oscar Moore
- Bas: Eddie Safranski
- Diverse instrumenten: Red Norvo, vibrafoon
- Zanger: Frank Sinatra
- Zangeres: June Christy

### 1948
- Combo: Nat King Cole Trio
- Altsaxofoon: Charlie Parker
- Tenorsaxofoon: Flip Phillips
- Baritonsaxofoon: Harry Carney
- Altsaxofoon: Charlie Parker
- Trompet: Dizzy Gillespie
- Trombone: Bill Harris
- Klarinet: Benny Goodman
- Drums: Buddy Rich
- Piano: Nat King Cole
- Gitaar: Oscar Moore
- Bas: Eddie Safranski
- Diverse instrumenten: Red Norvo, vibrafoon
- Zanger: Frank Sinatra
- Zangeres: Sarah Vaughan

### 1949
- Combo: Charlie Ventura
- Altsaxofoon: Charlie Parker
- Tenorsaxofoon: Charlie Ventura
- Baritonsaxofoon: Serge Chaloff
- Klarinet: Benny Goodman
- Trompet: Dizzy Gillespie
- Trombone: Bill Harris
- Gitaar: Billy Bauer
- Piano: Nat King Cole
- Drums: Shelly Manne
- Bas: Eddie Safranski
- Diverse instrumenten: Red Norvo, Vibrafoon
- Zanger: Billy Eckstine
- Zangeres: Sarah Vaughan

### 1950
- Altsaxofoon: Charlie Parker
- Tenorsaxofoon: Stan Getz
- Baritonsaxofoon: Serge Chaloff
- Klarinet: Buddy DeFranco
- Trompet: Dizzy Gillespie
- Trombone: Bill Harris
- Piano: Lennie Tristano
- Gitaar: Billy Bauer
- Bas: Eddie Safranski
- Drums: Shelly Manne
- Diverse instrumenten: Terry Gibbs, vibrafoon
- Zanger: Billy Eckstine
- Zangeres: Sarah Vaughan

### 1951
- Altsaxofoon: Charlie Parker
- Tenorsaxofoon: Stan Getz
- Baritonsaxofoon: Serge Chaloff
- Trombone: Bill Harris
- Trompet: Miles Davis
- Klarinet: Buddy DeFranco
- Gitaar: Billy Bauer
- Piano: George Shearing
- Drums: Max Roach
- Bas: Eddie Safranski
- Diverse instrumenten: Terry Gibbs, vibrafoon
- Zanger: Billy Eckstine
- Zangeres: Sarah Vaughan

### 1952
- Altsaxofoon: Charlie Parker
- Tenorsaxofoon: Stan Getz
- Baritonsaxofoon: Serge Chaloff
- Trombone: Bill Harris
- Trompet: Miles Davis
- Klarinet: Buddy DeFranco
- Gitaar: Billy Bauer
- Piano: George Shearing
- Drums: Shelly Manne
- Bas: Eddie Safranski
- Diverse instrumenten: Terry Gibbs, vibrafoon
- Zanger: Billy Eckstine
- Zangeres: Sarah Vaughan

### 1953
- Combo: George Shearing
- Altsaxofoon: Charlie Parker
- Tenorsaxofoon: Stan Getz
- Baritonsaxofoon: Serge Chaloff
- Trombone: Bill Harris
- Trompet: Miles Davis
- Klarinet: Buddy DeFranco
- Gitaar: Billy Bauer
- Bas: Eddie Safranski
- Piano: Oscar Peterson
- Drums: Shelly Manne
- Diverse instrumenten: Terry Gibbs, vibrafoon
- Zanger: geen uitslag
- Zangeres: geen uitslag

### 1954
- Combo: Dave Brubeck
- Altsaxofoon: Lee Konitz
- Tenorsaxofoon: Stan Getz
- Baritonsaxofoon: Gerry Mulligan
- Trompet: Chet Baker
- Trombone: Bill Harris
- Klarinet: Buddy DeFranco
- Piano: Oscar Peterson
- Drums: Max Roach
- Bas: Eddie Safranski
- Gitaar: Johnny Smith
- Diverse instrumenten: Don Elliott, hoorn, Terry Gibbs, vibrafoon
- Zanger: Billy Eckstine
- Zangeres: Ella Fitzgerald

### 1955
- Altsaxofoon: Paul Desmond
- Tenorsaxofoon: Stan Getz
- Baritonsaxofoon: Gerry Mulligan
- Klarinet: Buddy DeFranco
- Trompet: Chet Baker
- Trombone: Bill Harris
- Diverse instrumenten: John Graas, Waldhorn, Terry Gibbs, Vibrafoon
- Bas: Ray Brown
- Piano: Dave Brubeck
- Gitaar: Johnny Smith
- Drums: Shelly Manne
- Piano: Dave Brubeck
- Zanger en zangeres: geen uitslag

### 1956
- Combo: Dave Brubeck
- Altsaxofoon: Paul Desmond
- Tenorsaxofoon: Stan Getz
- Baritonsaxofoon: Gerry Mulligan
- Trombone: J.J. Johnson
- Bas: Ray Brown
- Drums: Shelly Manne
- Vibrafoon: Milt Jackson
- Piano: Dave Brubeck
- Zanger: Frank Sinatra
- Zangeres: Ella Fitzgerald (onbeslist)

### 1957
- Combo: Modern Jazz Quartet
- Altsaxofoon: Paul Desmond
- Tenorsaxofoon: Stan Getz
- Baritonsaxofoon: Gerry Mulligan
- Trombone: J.J. Johnson
- Bas: Ray Brown
- Drums: Shelly Manne
- Vibrafoon: Milt Jackson
- Zanger: Frank Sinatra
- Zangeres: Ella Fitzgerald

### 1958
- Bigband: Count Basie
- Combo: Modern Jazz Quartet
- Altsaxofoon: Paul Desmond
- Tenorsaxofoon: Stan Getz
- Baritonsaxofoon: Gerry Mulligan
- Trompet: Miles Davis
- Trombone: J.J. Johnson
- Klarinet: Jimmy Giuffre
- Bas: Ray Brown
- Drums: Shelly Manne
- Gitaar: Barney Kessel
- Vibrafoon: Milt Jackson
- Piano: Erroll Garner
- Zanger: Frank Sinatra
- Zangeres: Ella Fitzgerald

### 1959
- Bigband: Count Basie
- Combo: Modern Jazz Quartet
- Altsaxofoon: Paul Desmond
- Tenorsaxofoon: Stan Getz
- Baritonsaxofoon: Gerry Mulligan
- Trompet: Miles Davis
- Trombone: J.J. Johnson
- Klarinet: Jimmy Giuffre
- Bas: Ray Brown
- Gitaar: Barney Kessel
- Drums: Shelly Manne
- Piano: Erroll Garner
- Vibrafoon: Milt Jackson
- Zanger: Frank Sinatra
- Zangeres: Ella Fitzgerald

### 1960
- Muzikant van het jaar: Count Basie
- Bigband: Duke Ellington
- Combo: Modern Jazz Quartet
- Componist, arrangeur: John Lewis
- Zanger: Frank Sinatra
- Zangeres: Ella Fitzgerald
- Altsaxofoon: Paul Desmond
- Tenorsaxofoon: Stan Getz
- Baritonsaxofoon: Gerry Mulligan
- Klarinet: Tony Scott
- Trompet: Miles Davis
- Trombone: J.J. Johnson
- Vibrafoon: Milt Jackson
- Piano: Erroll Garner
- Gitaar: Barney Kessel
- Bas: Ray Brown
- Drums: Shelly Manne
- Andere instrumenten: Don Elliott (mellophon)
- Zanggroep: Lambert, Hendricks & Ross